# 文字
| 全音素文字 [A]lphabetical                                 | 語素文字、音節文字 [L]ogographic, [S]yllabic | 輔音音素文字 Abjad    | 元音附標文字 Abugida                                       |
| --------------------------------------------------------- | -------------------------------------------- | --------------------- | ---------------------------------------------------------- |
| 拉丁字母 西里爾字母 希臘字母 亞美尼亞字母 喬治亞字母 諺文 | 漢字 [L] 假名 [S] / 日本漢字 韓國漢字        | 阿拉伯字母 希伯來字母 | 北印度婆羅米 南印度婆羅米 吉茲字母 它拿字母 原住民音節文字 |

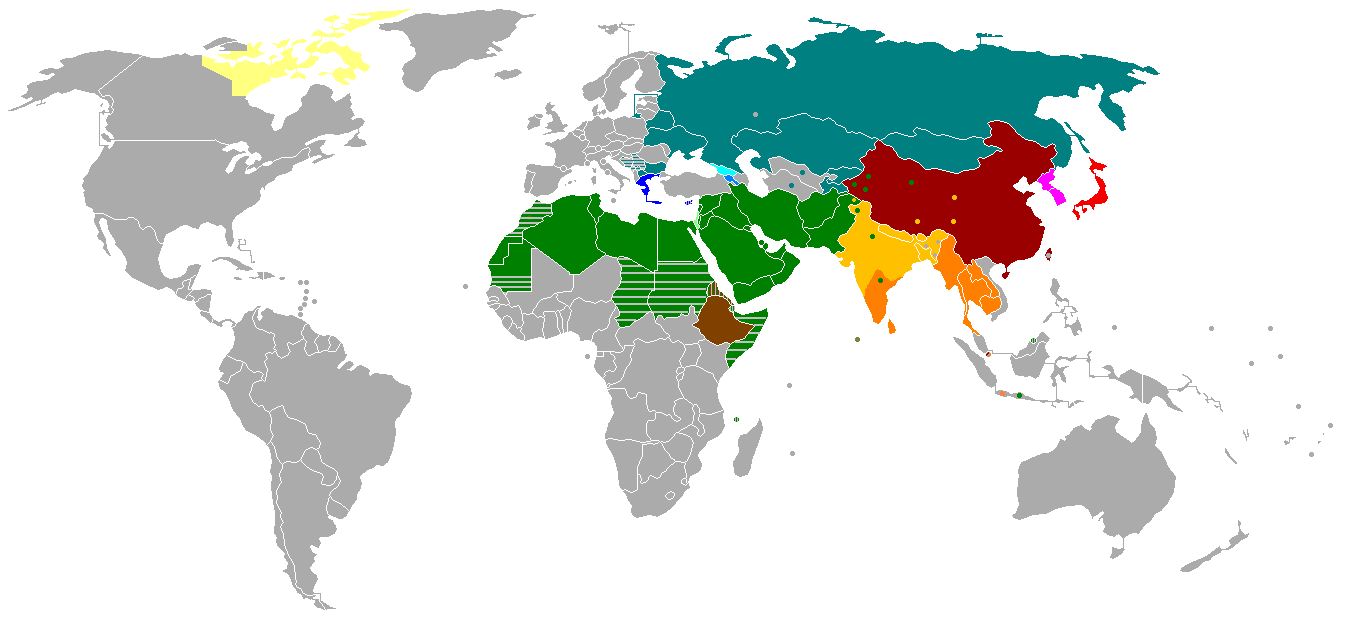

文字（script）是人类用来记录和传播语言的书写符号体系，可单独或经组合表达某种或某些语意信息。书写体系（writing system）则是一种基于文字和使用规则以利在视觉上表现口语沟通的方法。
类文字是新石器时代早期的書寫符号体系，用来记录特定事物、簡化圖像。文字在发展早期都是图画形式的，有些是以形表意，有些是以形表音，其中有表意文字（象形文字，以形表意的文字），與語音無甚關係，中國文字便是從此漸次演變而成。有些中文字可以從表面、部首、字旁看到一些聯繫旁通的字義。而這些特色是拼音文字所沒有的。所以古代中國文字在不同的語系區域擁有不同發音，即方言的存在。漢字已經被鄰近的族群借用其文字用作為書寫紀錄。一般认为，文字是文明社会的标志。
有些文字是以形表音的图画文字，其后歷經不同演變，部分發展成语言的符号体系，後亦可用來紀錄人生經驗與見聞。除了漢字及其衍生文字之外，當代世界絕大部分的文字的歷史都可追溯至古埃及聖書體文字。
以形表音的图画文字经过不断的发展，從古埃及文、羅馬文字、及拉丁文字則发展到后期都成为語音符號，即文字的字母，不同的字母合併成一個文字。由於不同字母分別付予一個音，不同的字母合併成切音（混音），形成音節，合併不合的音節，成為了记录语音的表音文字。

## 文字史

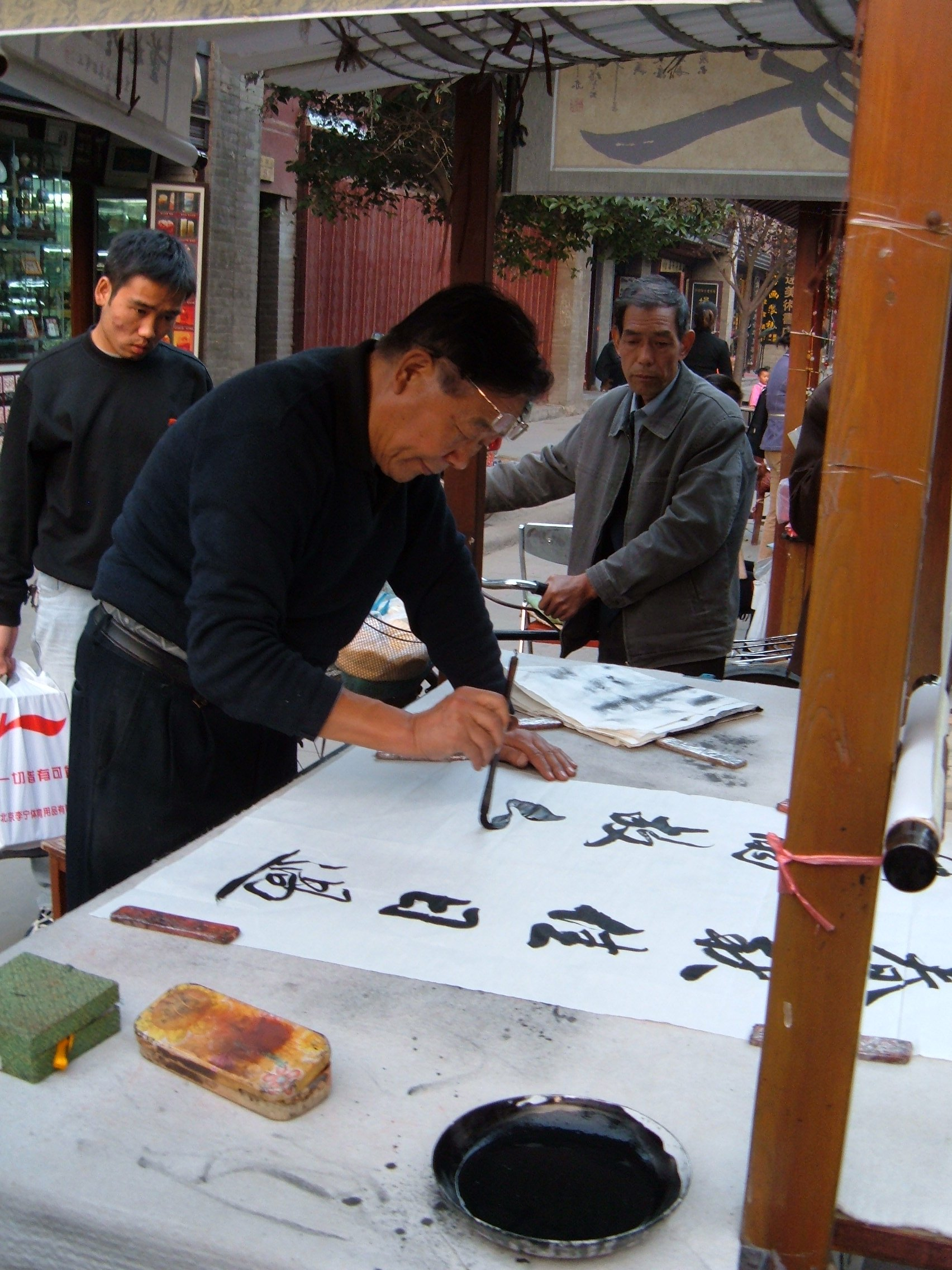
漢字是當今世界上仍被廣泛采用的意音文字

依现在的观点，侧重表意或侧重表音是文字的不同发展方向。有研究者認為，人类的文字史分为形意文字、意音文字和拼音文字三个发展方向：

### 象形文字
又称为表意文字，是一种以图像表示内容的象形符号。像中文中的“日”、“月”等字都属于象形文字。象形文字是文字萌芽时期的产物，主要的优势便是易于理解，一看便懂，用于记录语言会有些困难，尤其是纪录虚词，可以分为四种类型--刻符、岩画、文字画和图画字。不過到今天，這種表達意義的符號依舊很常見。比如网络上流行的颜文字。

### 意音文字
有些意音文字是由象形文字发展而来的，这种文字既吸收了象形文字易于理解的优点，又吸收了拼音文字造字方便的优势，尤其是对于虚词的造字，同时汉字摒弃了原音意文字中的读音成分，形成了一种独特的指示会意文字体系，克服了拼音文字只能被一种语言拘束的缺点，无论是操何种语言都可以用一套指示会意文字来很好的交流。有的語言學者認為意音文字代表人类文字史走出原始时期，进入高度文明时期，而這種文字已經可以編寫歷史了。如两河流域的楔形文字、古埃及的圣书体、中国的汉字、中美洲的瑪雅象形文字。发展成熟而又代表高度文化的意音文字不多，目前主要有中国的汉字。楔形文字、圣书体、玛雅象形文字早已没人使用（有学者认为楔形文字、圣书体、玛雅文字其实仍然只是一种以形表音的表音文字不应看做音意文字，但更多人认为实际上所有的文字字形本来就都是用来记录语音的，按这种观点连汉字都是表音文字了），汉字是当今世界上仍被广泛采用的意音文字。但意音文字的缺點也是極為明顯的，意音文字對應每項事物解釋會創一個字體來表達，若將來遇到現有文字庫沒有對應解釋的字，在新的字體創造與決定出來前，該事物便無法普遍表達，因此意音文字對應新事物的限制較大，沒有拼音文字使用上的彈性。但是也可以通過組合其他字詞而產生新的意思。像是"母牛"，而不是用牝。

### 拼音文字
又称为字母文字，有些学者认为它是形意文字和意音文字之外的、人类文字的第三个方向。拼音文字只以簡單的筆畫來標音，而且泛用性高，可以套用在多數語言。
- 汉语拼音：根据字母所表示的语音单位，拼音文字可以分成以下两类：半音节文字和全音素文字。
- 英文拼写：用字母来表示语音的文字。
- 现在世界各国所用的文字多数是拼音文字，中国的藏文、蒙古文、维吾尔文等也都是拼音文字。

分类：
- 半音节文字：一个字母所表示的语音单位介于音节和音位之间，如注音字母。
- 元音附标文字和辅音音素文字：一个字母表示一个音位，但是元音和辅音区别对待。
- 全音素文字：一个字母表示一个音位，现今绝大多数存在的文字体系都是属于拼音文字。目前最多语言使用的拼音文字体系是拉丁字母。

与音节文字的区别：
拼音文字（音素文字）和音节文字（日文）的区别是，音节文字的一个字位表示一个音节，如日文假名；而拼音文字的一个字位只表示一个音素。
周有光等某些学者曾提出字母文字的发展又分为三个时期：
- 音节字母时期
- 辅音字母时期
- 音素字母时期

但这种观点明显不符合考古和历史，例如腓尼基字母直接脱胎于埃及圣书体，并没有经过音节文字阶段。因此该观点是不对的。

## 基本術語

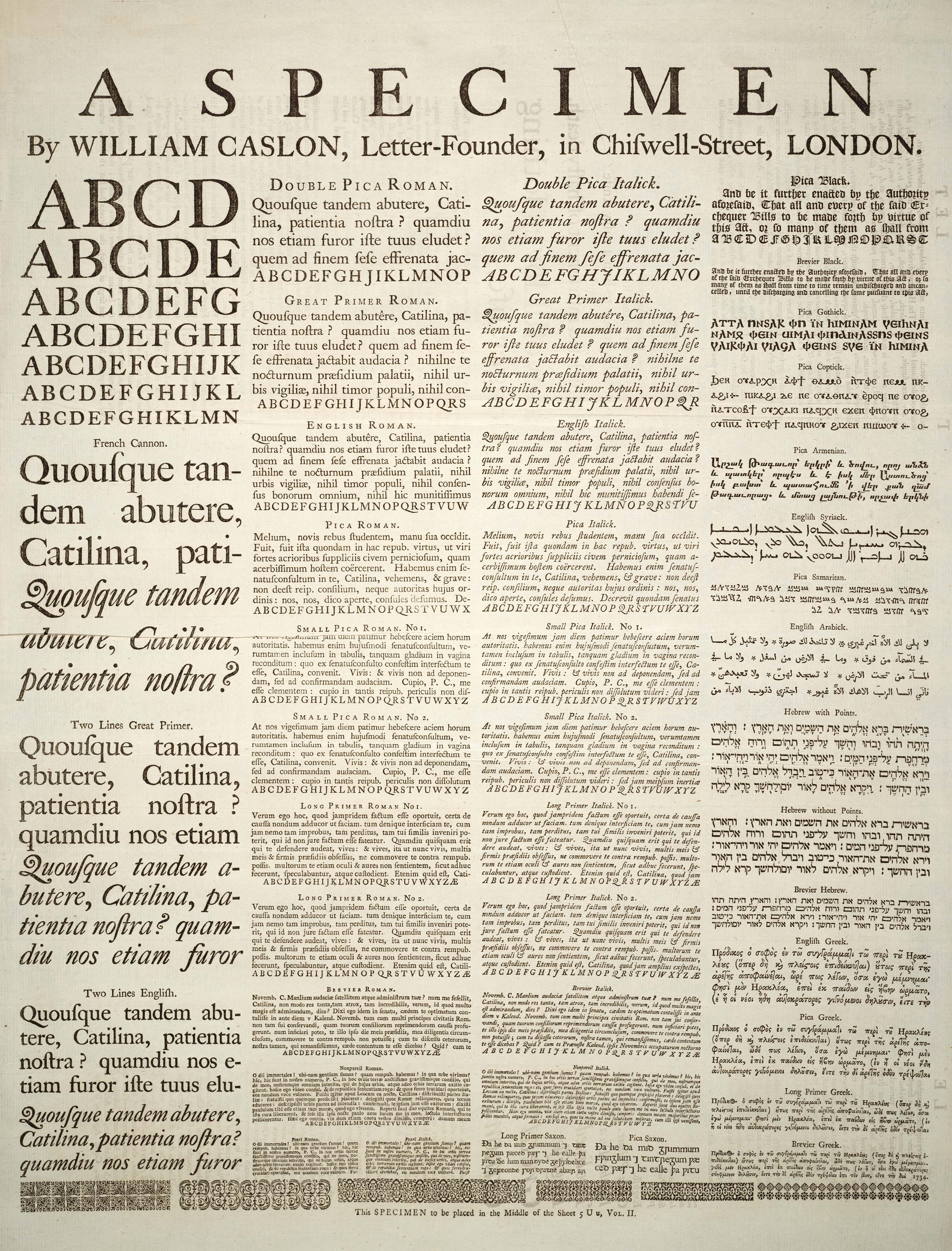
1728年的百科全書；或藝術與科學通用字典中，字形和樣式的範本

各種文字的研究已獨立發展相當長的一段時間，因此有些術語的定義可能會隨領域或是文字而不同。
文字（text）一詞一般是指書面資料。編寫及記錄文字可稱為寫作，觀看及解釋文字的活動則稱為閱讀。正字法是指字母體系的方式及規則，也包括拼音的概念。
字位是書寫體系的一個特殊基礎單位，是最小的有意義元素。字位的概念類似語言中的音位，例如在使用拉丁字母的英文，字位包括二十六個字母的大寫及小寫，一些附加符号，以及阿拉伯數字等。
一個字位可能會以不同的方式表示，有些變化在視覺上可以清楚的識別，但這些不同的表示方式仍對應同一個字位，這稱為字位的異形文字，類似語言學研究中的同位異音。例如小寫字母a在手写体及印刷體的字形都有所不同。會選用的異形文字和使用的媒介、寫作器具、寫作者的風格、前後文字的形狀、預期的讀者等有關。
有時會字形或字母之類的詞來表示字位。常見的用法也隨領域而不同。比較楔形文字、瑪雅象形文字及汉字，大部份書寫體系的字位是由直線（或筆畫）所組成，因此稱為「線性文字體系」，但也有字位不由直線構成的「非線性文字體系」，像楔形文字及點字。
文字是和對應的語言一様，是一種概念系统。若文字可以表達所有語言可以表示到的極致，則此文字可以稱為「完整」。

## 文字类型
| 类型     | 类型     | 类型         | 每字位代表         | 範例                                                                                |
| -------- | -------- | ------------ | ------------------ | ----------------------------------------------------------------------------------- |
| 語素文字 | 語素文字 | 語素文字     | 語素               | 漢字                                                                                |
| 表音文字 | 音節文字 | 音節文字     | 音節               | 日文假名、女書                                                                      |
| 表音文字 | 拼音文字 | 全音素文字   | 音素（辅音或元音） | 拉丁字母、希臘字母、西里爾字母（西里尔字母中有个别字母也表示一个音节，如Е、Ю、Я等） |
| 表音文字 | 拼音文字 | 元音附標文字 | 音素（辅音及元音） | 印度天城文、泰文、緬甸文                                                            |
| 表音文字 | 拼音文字 | 輔音音素文字 | 音素（辅音）       | 阿拉伯字母、希伯來字母                                                              |
| 表音文字 | 拼音文字 | 半音節文字   | 介於音節和音素之間 | 中文注音符號、伊比利亞文字                                                          |

註：1.这里音素和音位（英語：phoneme）同義。　2.語素文字又稱意音文字。

### 语素文字

甲骨文的日

語素文字也稱為表意文字是表示詞或語素（語言的最小語義單位）的文字，一般來說可以分解為字位，一個字位代表一個語素。語素文字的文字本身可能有表示聲音、意義或是形狀的部份。例如漢字及楔形文字都屬於語素文字。

### 音節文字
音節文字是表音文字的一種，是一套代表着用以构成詞的音节和音拍的字位，一般一个音节对应一个字符。音節文字中的字位被称为「syllabogram」，一般是由一个辅音（不是必须有）加上一个在后的元音组合而成，比如音节CV或V。有些表音文字中，可以看到CVC的组合和代表CV发音的字。代表有日語的假名。像假名一樣並不是音素的組合，各音節有獨自字位的音節文字，在世界上也是相當稀少的。

### 拼音文字（或称音素文字）

#### 輔音音素文字

阿拉伯文屬於輔音音素文字

輔音音素文字對每種辅音都有一個符號，元音符號通常不標示。
某些輔音音素文字有元音的符號，但只用在特殊場合，如教學。

#### 盲文
盲人使用的文字，透过特定工具在纸张上制作出不同组合的凸点而组成。盲文的基本单位是长方形的盲符，有位置固定的六个点，每个点可以凸出或不凸出，形成64种可能之表達方式。

## 文字的圖像上分類
也許，最主要以圖像上區別來分類的是線條。線性書寫體系是指字符由許多線條所組成，如拉丁字母和漢字。漢字如果是用原子筆、毛筆或鑄刻在青銅器上，則視為是線性的。類似地，埃及象形文字和瑪雅文字則通常是描繪線性外框，但在正式場合，他們雕刻在bas-relief中。另一方面，非線性書寫體系則如盲文，不論是用什麼材質，都非由線條構成。最早的例子則是線條的：西元前3300年的楔形文字是線條的，雖然從它衍生的楔形文字不是。
楔形文字也許是最早的非線條文字。它的字形是由蘆葦筆尖所壓制在潮溼泥板而成，而非之前在泥板上用筆尖描繪線條。
最後變成其文字的字根外觀上的變化。
盲文則是拉丁文字的非線條版本，它完全放棄拉丁文字的外形。字母是由凸塊所組成，其基底可以是皮革（路易斯·布萊葉原本採用的材質），堅硬塑膠或金屬。
也有拉丁文字的非線條的短暫性版本，包含摩爾斯電碼，手語的manual alphabet版本和藉由旗幟或布條放置在不同角度旗語。然而，如果文字是定義成永久紀錄資訊的能力的話，因為這些符號很快就會消失，則這些體系根本並非文字。

### 書寫方向
文稿的一項特徵是它們書寫的方向。埃及聖書體可以任一方向橫寫，只要動物或人的字形面向書寫它們的方向。早期的字母可以被以很多方向書寫，包含横向（左至右或右至左）或縱向（上或下）。它一般是用牛耕式轉行書寫法。由一個（水平）方向開始，然後在一行結尾轉折以反方向書寫。
希臘字母和其後繼者則是左至右的模式，然後在一頁中由上往下寫。在Timed Text (TT) Authoring Format中，這個模式被簡稱為LRTB。其它文字，如阿拉伯文字和希伯來語則由右至左書寫。漢字傳統上是縱向書寫（上至下），接著在頁中由右至左排列。但近年來因為西方文化的影響，為了能使用羅馬字母的術語及電子文件的技術上限制，則逐漸出現由左至右，上而下的方式書寫，但傳統寫法在臺灣、马来西亚华人社会仍然常見，甚至遷就於無法直寫，以「一字一行」方式，由右向左橫寫的書寫方式也尚未完全消失（例如匾額）。回鹘文字母和其後繼者則是由上至下，左至右的文字；這種方向源自於將祖傳閃語方向90°逆時針方向以便在外觀上適合中文書寫。一些菲律賓和印度尼西亞的文字，如哈努诺文，則是以遠離寫者方向，由下而上的方式書寫。

## 最常见的几种文字
世界上有文字的语言里，绝大多数都是用以下文字形式写成的：
- 拉丁字母
欧洲（除东欧一些國家和希臘、賽普勒斯外）、土耳其（過去是使用阿拉伯字母）、非洲（北非各國和衣索匹亞外）、南北美洲（加拿大北方和原住民音節文字一起並列使用）、大洋洲、东南亚（越南、印尼、马来西亚、菲律宾、東帝汶）。
除了吉茲字母外，几乎所有的非拉丁字母语言，都有拉丁字母转写方式，或采用拉丁字母的拼音体系。
- 阿拉伯字母
西亚、北非、伊朗、巴基斯坦等伊斯兰国家 (部份國家與拉丁字母和提非納文字一起並列使用)
- 西里尔字母
受前苏联的影响东欧、前苏联的一些加盟国也采用斯拉夫字母拼写语言，如哈萨克斯坦（將於2025年改拉丁字母書寫）、塔吉克、吉爾吉斯、烏克蘭、白俄羅斯、保加利亞、馬其頓、蒙古国（蒙古国在独立之前使用旧蒙文和汉字，脱离中国后受前苏联的影响，开始排华废除汉字的地位，也废弃了属于蒙古文化的本国文字，将本国语言使用西里尔字母称为“新蒙文”，目前蒙古國計劃2025年將全面恢復使用舊蒙文書寫）
塞爾維亞、蒙特內哥羅和波士尼亞三國則是將西里尔字母和拉丁字母一起並列使用
- 梵文字母
印度半岛（除巴基斯坦和馬爾地夫外）的绝大多数国家、中南半岛（缅甸、老挝、泰国、柬埔寨）、中国西藏地區 (與漢字一起並列使用)
印尼、马来西亚、菲律宾、新加坡、斐濟也會使用部份梵文字母和拉丁字母一起並列使用
- 汉字体系
汉字体系不仅包括汉字，还包括汉字的延展如日語假名、谚文和台灣使用拼音補助的注音符號
中國大陸、港澳、台灣、日本、朝鲜半岛、新加坡、越南(現在越南只有在極少數的場合才會使用漢字)、馬來西亞 (以華人為主要使用對象)

其它的（往往是孤立的）文字形式有：
希臘字母、回鶻字母、亞美尼亞字母、敘利亞字母、希伯來字母、喬治亞字母、吉茲字母、它拿字母 、提非納文字、加拿大原住民音節文字、古匈牙利字母等

## 文字对人类的影响
- 系統的語言使人于禽獸分離，而文字則使人步入文明社會。
- 使歷史脫離了口傳身授的階段，得以記錄歷史，進入文明時代；
- 突破時間限制，後人可通過文字瞭解前人已取得之成就，人類的思想、文化不會失傳中斷，而文字使文明得以延續，文化得以累積；
- 突破空間限制，不同地區之人可透過文字體系轉譯進行交流；
- 在文明社會中，文字作為高效的資訊傳播工具，大大提高了文化、思想、藝術、技術等人類文明的傳播速度和效率。

## 文字列表

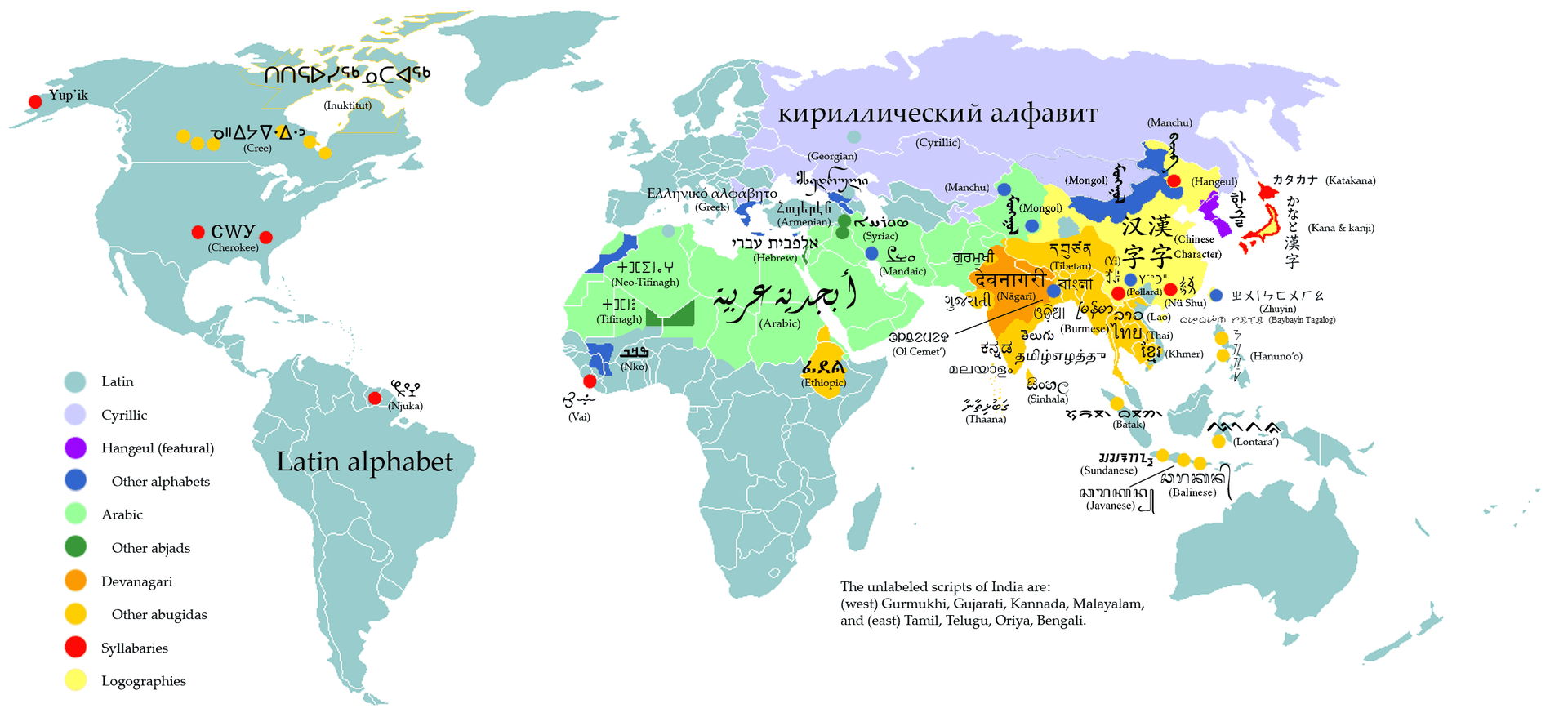
今日各类书写体系
拉丁字母（拼音）
西里尔字母（拼音）
谚文（拼音；特徵文字））
其他字母
阿拉伯字母（辅音音素文字）
其他辅音音素文字
天城文（元音附标文字）
其他元音附标文字
音节文字
汉字（语素文字）

在当今大的语种裡，文字主要分为：
- 意音文字
  - 汉字（中文）
  - 日文汉字
  - 韩文汉字
  - 喃文漢字
  - 西夏文
  - 女真文
  - 契丹文
  - 圣书体
  - 楔形文字
  - 玛雅文字
  - 彝文
  - 水书
  - 東巴文
- 音节文字
  - 日語假名
  - 加拿大原住民音節文字
- 半音节文字
  - 注音符號
- 元音附标文字
  - 天城文
  - 泰语字母
  - 缅甸文
  - 老挝文
  - 高棉文
  - 藏文
  - 印地文
  - 梵文
  - 悉曇文字
  - 坦米爾字母
  - 僧伽羅文
- 辅音音素文字
  - 阿拉伯文字
  - 希伯来字母
  - 提非納文字
- 全音素文字
  - 拉丁字母
  - 西里尔字母
  - 希腊字母
  - 亞美尼亞字母
  - 格鲁吉亚字母
  - 蒙古字母
  - 韓文字母
  - 它拿字母
  - 古匈牙利字母

## 參閲
- 書法
- 語言
- 文法
- 文獻：文獻載體一段可作為文字載體之參考。

## 外部連結
- （英文） Omniglot （页面存档备份，存于）